# Chanson pour l'Auvergnat
Pistes de Les Sabots d'Hélène
Les Sabots d'Hélène La Première Fille…
La Chanson pour l’Auvergnat est une chanson de Georges Brassens parue dans son troisième album Les Sabots d'Hélène, en 1954. Elle a été enregistrée le 28 octobre 1954 et figure dans une anthologie publiée aux Éditions Seghers dans la collection Poètes d'aujourd'hui.
Ce texte, écrit, mis en musique et chanté par l’artiste, fonctionne comme un apologue, plus précisément comme une fable, moderne dans la mesure où il en renouvelle l’esprit et la forme.
Selon certaines sources, la chanson aurait été inspirée par « l'insurrection de la bonté », un appel passé par l'Abbé Pierre pendant l'hiver 1954 pour aider les sans-abris,. Néanmoins, cette hypothèse ne semble s'appuyer sur aucun document précis. Selon Jacques Vassal, biographe de Georges Brassens, le chanteur n'a jamais rencontré l'Abbé Pierre.

## Identité de «l'Auvergnat» et de l'Hôtesse
En 1979, Georges Brassens déclare dans l'émission radiophonique Top Club animée par Guy Lux que la chanson serait liée à son séjour chez Marcel Planche et Jeanne Le Bonniec. Ce couple habitait une maison extrêmement modeste au 9, impasse Florimont dans le XIVe arrondissement de Paris, où Brassens se réfugie le 21 mars 1944, pour fuir le STO,. Jean-Paul Sermonte et Jean-Claude Lamy, auteurs de livres sur le chanteur, considèrent que l'Auvergnat est bien une incarnation de Marcel Planche,. L'Hôtesse de la deuxième strophe représenterait donc Jeanne Le Bonniec qui a encouragé Brassens pendant ses années de misère, et à qui il a consacré huit ans plus tard une autre chanson, Jeanne, qui est le pendant féminin de l'Auvergnat.
Le personnage de l'Auvergnat aurait également été inspiré par Louis Cambon, un natif du Cantal propriétaire du Bar des Amis. Ce café-charbon était situé en face du domicile de Marcel Planche. Georges Brassens serait venu régulièrement y déjeuner et y acheter à crédit du bois pour se chauffer,,.